# Linköpings Fallskärmsklubb
Linköpings Fallskärmsklubb bildades 1973 och har medlemmar i åldrarna 16-75 år. På klubben, som är en ideell förening, utförs omkring 5000 fallskärmshopp per säsong.
Hoppningen bedrivs på Skärstad utanför Motala ur ett flygplan av typen Gippsaero GA8 Airvan.

## Tävling och uppvisning
Linköpings Fallskärmsklubb har ett stort antal SM-segrar i precisionshoppning, både individuellt och i lag.
Klubbens formationshoppare har nått höga placeringar på tävlingar och ett antal av klubbens medlemmar tillhör det civila respektive militära landslaget.[källa behövs]
Varje år genomför klubben ett antal uppvisningar vid olika arrangemang och tillställningar.